# Provincia di Siracusa (Regno delle Due Sicilie)
La provincia di Siracusa fu la XX provincia del Regno delle Due Sicilie. Istituita nel 1817 con la denominazione di Valle minore di Siracusa ed entrata in vigore l'anno seguente, dal 1837 il capoluogo passò alla città di Noto, per cui la provincia assunse la denominazione di provincia di Noto. Costituiva la parte sud-orientale dell'antico Val di Noto.
La città di Siracusa si vide nuovamente capoluogo tra il 1848 ed il 1849, in occasione della Rivoluzione Siciliana. Il definitivo ritorno della sede governativa lo si ebbe solo dopo la nascita del Regno d'Italia, il 20 marzo 1865, grazie alla legge Lanza.

## Storia

### Istituzione della provincia
Nel 1812, i Borbone, nel tentativo di modernizzare la Sicilia, divisero i tre tradizionali Valli di Noto, Demone, di Mazara in 23 distretti, secondo i dettami della Costituzione promulgata quell'anno; tuttavia, queste disposizioni non saranno applicate de facto. L'11 ottobre 1817, Re Ferdinando I delle Due Sicilie varò il Real Decreto n. 932, che riformò la ripartizione territoriale del Regno delle Due Sicilie a seguito della fusione della corona napoletana con quella siciliana, raggruppando i distretti in sette valli minori, sedi di Intendenze, sulla falsariga dei departments francesi sorti durante la Rivoluzione del 1789. Tra le sedi d'Intendenza vi era pure Siracusa, che comprendeva il distretto omonimo, nonché i distretti di Noto e Modica.
Il 9 dicembre 1820, con l'emanazione della Costituzione sempre da parte di Re Ferdinando I delle Due Sicilie, i sette valli vennero rinominati province. Al momento della costituzione della provincia, il capoluogo fu lasciato a Siracusa.

### Cambio di capoluogo provinciale
Dopo moti in Sicilia del 1837, con il Real Decreto n. 4209 del 23 agosto 1837, Noto assunse la dignità di capoluogo provinciale. Il cambio di sede e denominazione ebbe intento punitivo nei confronti di Siracusa, che venne declassata a capoluogo di distretto. S'instaurò così una sorta di rivalità tra le due città. Noto divenne inoltre sede arcivescovile, per decreto di papa Gregorio XVI, il 15 maggio 1844: quindi la Diocesi di Noto prese parte dei territori della Diocesi di Siracusa. A Siracusa rimasero le principali cariche commerciali e militari del territorio.
Durante la rivoluzione siciliana del 1848, la sede della provincia tornò ancora una volta a Siracusa, rimanendovi fino al maggio 1849. Con la repressione dei moti rivoluzionari e il ritorno della monarchia borbonica, la sede fu spostata nuovamente a Noto.
Con la conquista garibaldina del regno borbonico nel 1860, la provincia venne affidata il 18 giugno a un governatore nella persona di Corrado Arezzo de Spuches di Donnafugata, cui poi successe Niccolò Cusa. Siracusa invece restò sottoposta ad occupazione militare borbonica fino a fine luglio e il governo dittatoriale trasferì provvisoriamente a Floridia uffici pubblici e tribunale.

### Soppressione della provincia e ritorno a Siracusa
Il 26 agosto 1860, il decreto protodittatoriale n. 170, di Agostino Depretis, intitolato "Legge che chiama in vigore in Sicilia la legge comunale e provinciale del Regno d'Italia", estese anche alla Sicilia la legge Rattazzi, che trasformò i vecchi distretti in circondari. Il Regio Decreto 17 dicembre 1860, n. 4499, sull’annessione delle province siciliane al Regno di Sardegna decretò ufficialmente la soppressione della provincia.
Fu infine la legge 20 marzo 1865, n. 2248 del Governo La Marmora II a ricostituire formalmente le provincie in Sicilia sotto il Regno d'Italia, a decretare il ritorno del capoluogo a Siracusa e a ridurre Noto a semplice sede di sottoprefettura.

## Suddivisione amministrativa
La provincia era suddivisa in successivi livelli amministrativi, gerarchicamente dipendenti dal precedente. Al livello immediatamente successivo alla provincia, vi erano i distretti che, a loro volta, erano suddivisi in circondari. I circondari erano costituiti dai comuni, l'unità di base della struttura politico-amministrativa dello Stato moderno, ai quali potevano far capo i villaggi, centri a carattere prevalentemente rurale.
La provincia comprendeva 3 distretti, suddivisi complessivamente in 22 circondari e 31 comuni istituiti nel 1812 con la Costituzione del Regno di Sicilia e mutati nel tempo, secondo fattori quale l'unione di comuni o la separazione di terre, con la conseguente nascita di nuove città. Nel 1860, le suddivisioni risultavano essere le seguenti:
| Distretto | Circondari  | Comuni                                                   | Abitanti (al 1860) |
| --------- | ----------- | -------------------------------------------------------- | ------------------ |
| Modica    | Chiaramonte | Chiaramonte Gulfi                                        | 123 214            |
| Modica    | Comiso      | Comiso, Santa Croce (oggi Santa Croce Camerina)          | 123 214            |
| Modica    | Modica      | Modica                                                   | 123 214            |
| Modica    | Monterosso  | Monterosso (oggi Monterosso Almo), Giarratana            | 123 214            |
| Modica    | Ragusa      | Ragusa                                                   | 123 214            |
| Modica    | Scicli      | Scicli                                                   | 123 214            |
| Modica    | Spaccaforno | Pozzallo, Spaccaforno (oggi Ispica)                      | 123 214            |
| Modica    | Vittoria    | Biscari (oggi Acate), Vittoria                           | 123 214            |
| Noto      | Avola       | Avola                                                    | 54 598             |
| Noto      | Buccheri    | Buccheri                                                 | 54 598             |
| Noto      | Ferla       | Cassaro, Ferla                                           | 54 598             |
| Noto      | Noto        | Noto                                                     | 54 598             |
| Noto      | Pachino     | Pachino                                                  | 54 598             |
| Noto      | Palazzolo   | Buscemi, Palazzolo (oggi Palazzolo Acreide)              | 54 598             |
| Noto      | Rosolini    | Rosolini                                                 | 54 598             |
| Siracusa  | Agosta      | Agosta (oggi Augusta)                                    | 75 844             |
| Siracusa  | Floridia    | Canicattini (oggi Canicattini Bagni), Floridia, Solarino | 75 844             |
| Siracusa  | Francofonte | Francofonte                                              | 75 844             |
| Siracusa  | Lentini     | Carlentini, Lentini                                      | 75 844             |
| Siracusa  | Melilli     | Melilli                                                  | 75 844             |
| Siracusa  | Siracusa    | Siracusa                                                 | 75 844             |
| Siracusa  | Sortino     | Sortino                                                  | 75 844             |
| Totale    |             |                                                          |                    |
| 3         | 22          | 31                                                       | 253 656            |

Nel 1844, la popolazione risultava di 243 554 abitanti; nel 1848 era aumentata a 250 870 abitanti. Nel 1860, la città più popolata era Modica con 29 799 abitanti, seguita da Siracusa con 19 590 abitanti.

## Intendenti
Di seguito è riportato l’elenco cronologico degli intendenti e governatori che ressero la provincia.
| Nome e cognome                                   | Inizio dell'incarico | Fine dell'incarico | Qualifica                  | Affiliazione      | Note          |
| ------------------------------------------------ | -------------------- | ------------------ | -------------------------- | ----------------- | ------------- |
| Pietro Landolina, marchese di Sant'Alfano        | 1º gennaio 1818      | fine 1818          | Intendente                 | Borbonico         | [ 20 ]        |
| Luigi Maria Guttadauro, principe di Reburdone    | gennaio 1819         | anni 1820/1830     | Intendente                 | Borbonico         | [ 21 ]        |
| ?                                                | ?                    | ?                  | Intendente                 | ?                 | —             |
| Andrea Vaccaro                                   | maggio 1837          | 18 luglio 1837     | Intendente                 | Borbonico         | [ 22 ]        |
| Antonino Galbo, barone di Montenero              | 1838 circa           | gennaio 1848       | Intendente                 | Borbonico         | [ 23 ]        |
| Giuseppe Trigona, marchese di Canicarao          | 3 febbraio 1848      | maggio 1849        | Governatore rivoluzionario | Indipendentista   | [ 24 ]        |
| Nicola Mezzasalma                                | 1850 circa           | 25 maggio 1860     | Intendente                 | Borbonico         | [ 23 ] [ 25 ] |
| Giuseppe Vianisi, duca di Montagnareale          | 25 maggio 1860       | 18 giugno 1860     | Intendente ad interim      | Borbonico         | [ 26 ] [ 27 ] |
| Corrado Arezzo de Spuches, barone di Donnafugata | 18 giugno 1860       | 2 dicembre 1860    | Governatore                | Garibaldino       | [ 28 ] [ 29 ] |
| Niccolò Cusa, barone di Corleone                 | 10 dicembre 1860     | 17 dicembre 1860   | Governatore                | Liberale unitario | [ 23 ] [ 30 ] |